# Вайль (Баварія)
Вайль (нім. Weil) — громада в Німеччині, розташована в землі Баварія. Підпорядковується адміністративному округу Верхня Баварія. Входить до складу району Ландсберг.
Площа — 44,48 км2. Населення становить 3911 ос. (станом на 31 грудня 2020).